# Miss Kittin

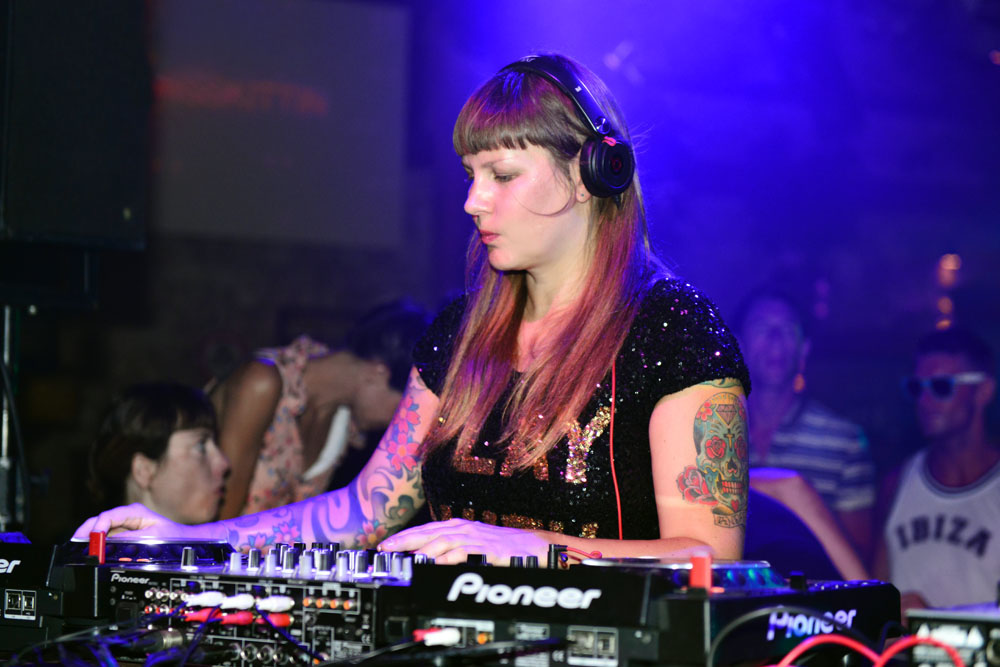
Miss Kittin (2012)

Miss Kittin (* 16. Juli 1973 in Grenoble; bürgerlicher Name Caroline Hervé) ist eine französische DJ, Sängerin und Musikproduzentin im Bereich der elektronischen Tanzmusik (Electro und Industrial).

## Werdegang
Nach mehreren Jahren als DJ begann Miss Kittin 1996 zusammen mit ihrem Partner The Hacker eigene Stücke auf dem Label International Deejay Gigolos von DJ Hell zu veröffentlichen. Erstmals bekannt wurden sie 1998 mit den Tracks 1982 und Frank Sinatra von der EP Champagne, die bereits den kühlen Sprechgesang auf Englisch mit französischem Akzent enthielten, der zu einer Art Markenzeichen von Miss Kittin wurde. Der Track 1982 kann als fast schon programmatisches Bekenntnis zu einer auf die 1980er-Jahre und Minimal Electro bezogenen Retro-Ästhetik aufgefasst werden (Zitat aus dem Text: Let's go to the rendez-vous / Of the past, me and you / DJ plays deja-vu / As we were in '82). Die Musik ist deutlich an Kraftwerk angelehnt, und das später veröffentlichte Video, in dem der Liedtext auf dem Bildschirm eines Commodore PET-2001-Computers abläuft, wie sie um 1980 verbreitet waren, zitiert die Mensch-Maschine-Ästhetik von Kraftwerk.
Ein weiterer Clubhit, zu dem Miss Kittin den Gesang beisteuerte, war das 2000 erschienene Stück The Vogue von Antonelli Electr. Im Jahr 2001 nahm sie mit Sven Väth eine Coverversion des Hits Je t’aime … moi non plus von Serge Gainsbourg und Jane Birkin auf, das zugehörige Video schaffte es in die Rotation des deutschen Musikfernsehens.

## Diskografie
Singles und EPs
- 1998: Champagne! E.P. (Miss Kittin & The Hacker)
- 1999: Intimités EP (Miss Kittin & The Hacker)
- 2004: Requiem for a Hit
- 2004: Professional Distortion
- 2005: Happy Violentine

Alben
- 2001: First Album (Miss Kittin & The Hacker)
- 2001: Or (Golden Boy & Miss Kittin)
- 2001: Kittenz and Thee Glitz (Felix da Housecat & Miss Kittin)
- 2001: Miss Kittin on the Road
- 2003: Radio Caroline Volume 1
- 2004: I Com
- 2005: Mixing Me
- 2006: Miss Kittin Live @ Sonar-Festival Barcelona
- 2006: A Bugged Out Mix by Miss Kittin
- 2008: BatBox
- 2009: Two (Miss Kittin & The Hacker)
- 2013: Calling from the Stars
- 2018: Cosmos